# Ландерик (майордом)
Ландерик (Ландри; лат. Landericus, фр. Landry; умер около 613) — майордом Нейстрии при королях Хильперике I и Хлотаре II (не позднее 584 — не позднее 613).

## Биография
Основными историческими источниками о жизни Ландерика являются «Хроника» Фредегара и «Книга истории франков».
Происхождение Ландерика точно неизвестно. Текст «Жития святой Альдегунды» может свидетельствовать о том, что упоминаемые в нём Ландерик и Гундоланд были братьями Бертиллы, матери этой святой.

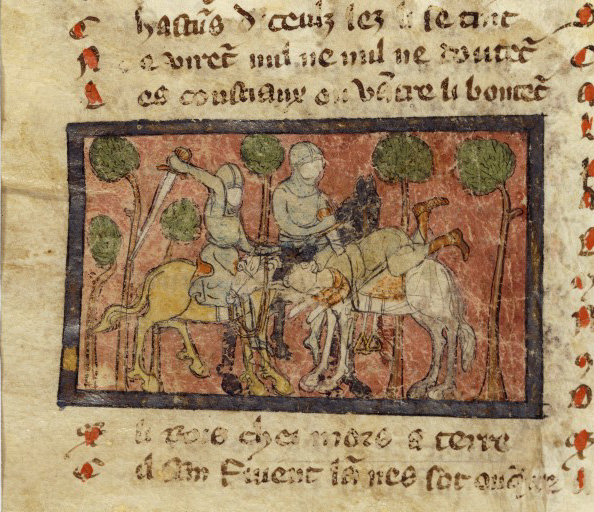
Убийство Хильперика I. Миниатюра XIV века

Возможно, ещё при короле Нейстрии Хильперике I Ландерик занимал должность майордома. «Книга истории франков» описывает Ландерика как «лукавого и дельного мужа», состоявшего в любовной связи с супругой Хильперика, королевой Фредегондой. По сообщению этого источника, опасаясь мести со сторон короля, Фредегонда и Ландерик составили заговор, в результате которого Хильперик I в 584 году был убит, а ответственность за убийство возложена на короля Австразии Хильдеберта II и его мать Брунгильду. После восшествия на престол малолетнего короля Хлотаря II управление Нейстрией, фактически, оказалось в руках Фредегонды и Ландерика. Вероятно, возвышению майордомов во всех франкских королевствах в конце VI века способствовало малолетство монархов этого времени — Хлотаря II, Теодориха II и Теодеберта II.
В 592 или 593 году король Хильдеберт II направил против нейстрийцев войско во главе с Гундовальдом и герцогом Шампани Винтрионом. Австразийцы вторглись в Нейстрию и, разоряя всё на своём пути, дошли до Суасона. Им навстречу выступило войско нейстрийцев во главе с королём Хлотарем II и майордомом Ландериком. Сражение между противниками произошло вблизи селения Труция. Хотя войско нейстрийцев было малочисленным, благодаря хитрости Фредегонды, австразийцы потерпели сокрушительное поражение и понесли большие потери. Эта победа позволила нейстрийцам захватить Реймс, разорить земли австразийской Шампани и с богатой добычей беспрепятственно возвратиться в Суасон.
Всё ещё занимая должность майордома, осенью 604 года Ландерик и сын короля Хлотаря II Меровей совершили поход во владения короля Бургундии Теодориха II. Вероятно, именно на Ландерика было возложено непосредственное командование войском, так как Меровей был ещё ребёнком. Ландерик намеревался схватить бургундского майордома Бертоальда, собиравшего налоги в недавно завоёванных у Нейстрии землях между рекой Сеной и морем. Однако Бертоальду удалось укрыться в хорошо укреплённом Орлеане, где он вскоре был осаждён нейстрийцами. По свидетельству Фредегара, не желая втягивать в военные действия королей Хлотаря и Теодориха, Бертоальд предложил Ландерику решить конфликт поединком, но военачальник нейстрийцев ответил ему отказом. Вероятно, так и не сумев принудить Орлеан к сдаче, Ландерик и Меровей были вынуждены снять осаду. Незадолго до праздника Рождества против нейстрийцев выступило большое бургундское войско во главе с королём Теодорихом II. На переправе через реку Луэ (около Этампа) произошло ожесточённое сражение. Несмотря на гибель Бертоальда, нейстрийские военачальники были разбиты: принц Меровей попал в плен, а Ландерик бежал с поля боя.
Это последнее свидетельство о Ландерике в исторических источниках, которое может быть точно датировано. «Книга истории франков» сообщает, что в 613 году майордомом Нейстрии был уже брат Ландерика Гундоланд. На этом основании предполагается, что Ландерик мог скончаться около этого времени.